# Campeonato Mineiro 1929
In 1929 werd het vijftiende Campeonato Mineiro gespeeld voor voetbalclubs uit de Braziliaanse staat Minas Gerais. De competitie werd gespeeld van 21 april tot 4 november en werd georganiseerd door de Liga Mineira de Desportos Terrestres. Palestra Itália werd kampioen.

## Eindstand
| Plaats | Club             | Wed. | W  | G | V  | Saldo | Ptn. |
| ------ | ---------------- | ---- | -- | - | -- | ----- | ---- |
| 1.     | Palestra Itália  | 14   | 14 | 0 | 0  | 82:12 | 28   |
| 2.     | Atlético         | 14   | 11 | 0 | 3  | 80:17 | 22   |
| 3.     | América          | 14   | 11 | 0 | 3  | 68:18 | 22   |
| 4.     | Sete de Setembro | 14   | 7  | 1 | 6  | 35:40 | 15   |
| 5.     | Santa Cruz       | 8    | 3  | 0 | 5  | 15:41 | 6    |
| 6.     | Alves Nogueira   | 14   | 3  | 0 | 11 | 20:68 | 6    |
| 7.     | Guarany FBC      | 14   | 2  | 2 | 10 | 18:73 | 6    |
| 8.     | Calafate         | 14   | 2  | 1 | 11 | 18:43 | 5    |
| 9.     | Palmeiras        | 8    | 2  | 0 | 6  | 16:44 | 4    |
| 10.    | Villa Nova       | 0    | 0  | 0 | 0  | 0:0   | 0    |

|  | Kampioen                                                                               |
|  | Teruggetrokken omdat de meeste clubs de verplaatsing naar Nova Lima niet wilden maken. |

## Kampioen
| Campeonato Mineiro de 1929 |
| -------------------------- |
| PALESTRA ITÁLIA (3º Titel) |